# Stara Marča
Stara Marča – wieś w Chorwacji, w żupanii zagrzebskiej, w gminie Kloštar Ivanić. W 2011 roku liczyła 138 mieszkańców.